# Francis Salagoïty
Francis Salagoïty, né la 13 octobre 1955 est un homme d'affaires français et président de l'Aviron bayonnais de 2000 à 2011 et de 2015 à 2018.

## Biographie
Francis Salagoïty est greffier du tribunal de commerce de Bayonne.
Il est président de l'Aviron bayonnais à partir de 1999 ; en septembre 2000, il est à la tête de la SAOS, structure professionnelle du club tout juste créée,. En 2004, le club est vice-champion de Pro D2 et remonte donc en championnat de France de première division. En conflit avec Alain Afflelou, l'actionnaire principal du club, Salagoïty a présenté sa démission le 13 avril 2011 en ouverture de l'assemblée générale du club qui se déroule à huis clos. Il a indiqué que c'était « une nouvelle lettre de menace personnelle reçue ce midi » qui l'aurait conduit à se retirer. Michel Cacouault, soutenu par Alain Afflelou, a été élu président du club.
En 2012, il est candidat pour intégrer le comité directeur de la Ligue nationale de rugby dans le collège des personnalités qualifiées. Il perd l'élection, Patrick Wolff, Max Guazzini et Thierry Pérez sont élus dans ce collège.
Il redevient président de Bayonne le 27 juin 2015, remplaçant ainsi Manuel Mérin, démissionnaire après l'échec de la fusion avec le Biarritz olympique. Il est élu par le conseil de surveillance, a annoncé AB Lagunak, association regroupant les 21 principaux actionnaires de l'Aviron. Le club est alors en Pro D2. Lors de la saison 2015-2016, le club termine deuxième du championnat et remonte en Top 14 grâce à sa victoire en finale d'accession contre le Stade aurillacois.
En 2016, il est élu au sein du collège des représentants des clubs du Top 14 du comité directeur de la Ligue nationale de rugby. Il est contraint de quitter ce poste en 2017 par suite de la descente en Pro D2 de son club.
Le 25 mars 2018, il démissionne de son poste de président de l'Aviron bayonnais rugby pro.